# Курт Швитерс
Курт Швитерс (Хановер, 20. јун 1887 — Кендал, 8. јануар 1948) био је немачки ликовни уметник и дадаиста, познат по томе што је правио уметност од одбачених ствари и отпадака.

## Биографија и дело
Рођен је у Хановеру, Немачка 1887. године. Крајем 1918. Курт Швитерс у Хановеру, започиње један нови покрет близак дадаизму, који је назвао Мерц, што је био део речи преузет са исцепане рекламе, на којој је писало Комерцбанк (Commerzbank), коју је искористио за један свој колаж.
Швитерс реализује своје слике-мерц, кроз субјективни поетски израз, користећи тривијалне, одбачене и безвриједне предмете. Швитерсово стваралаштво, укључујући песме, Мерцбау (његову кућу коју је преуредио у катедралу одабраних старудија и отпадака), и планове за Гесамткунстмерц (синтетички „хепенинг“ који спаја истовремено привлачење чула вида, мириса, додира и слуха), свакако заслужује да буде категоризовано као дадаистичко.
Али ако се ограничимо на његове колаже, откривамо да су његови радови ближи кубизму (понекад и футуризму). Њих су увек сматрали дадаистичким због „антиматеријала“ од којих су били направљени - смеће из канте, вишкови и остаци које је Швитерс скупљао по улици и по природи. Међутим многи од тих матерјала већ су се појавили у кубистичким конструкцијама и “papiers colles”; иако је Швитерс проширио њихов делокруг, систематизовао нихову примену и из њих извлачио посебну поезију, његови колажи су практично остали у оквирима кубистичке мреже и сјајних футуристичких шаблона. Из овога што је речено не изненађује нас то што је његов став према уметности дијаметрално супротан од става рано дадаистичких антиуметника.

"Уметност је основни појам, узвишен као божанство." тврдио је Швитерс. "... Мерц заступа ослобођење од свих окова у корист уметничког стварања. .. У принципу, Мерц тежи једино уметности..." 